# هرمان اشتیگهولتسر
هرمان اشتیگهولتسر (آلمانی: Hermann Stiegholzer; ۱۲ ژوئیهٔ ۱۸۹۴ – ۲۱ اکتبر ۱۹۸۲) معمار اهل اتریش بود.
از افتخارات وی میتوان به کسب مدال برنز طراحی ساختمان در بخش مسابقات هنری بازی‌های المپیک تابستانی ۱۹۳۶ اشاره کرد.